# Cryphiops (Bithynops) perspicax
Cryphiops (Bithynops) perspicax is een garnalensoort uit de familie van de Palaemonidae. De wetenschappelijke naam van de soort is voor het eerst geldig gepubliceerd in 1977 door Holthuis.